# Emma Ahlström Köster
Emma Katarina Åsa Ahlström Köster, född 28 januari 1987 i Eriksfälts församling i Malmö, är en svensk politiker (moderat). Hon är ordinarie riksdagsledamot sedan 2022 (dessförinnan även tjänstgörande ersättare 2020–2021), invald för Skåne läns södra valkrets.
Ahlström Köster kandiderade i riksdagsvalet 2018 och blev ersättare. Hon var tjänstgörande ersättare i Sveriges riksdag för Louise Meijer under perioden 29 december 2020 – 23 maj 2021. Ahlström Köster kandiderade även i riksdagsvalet 2022 och blev åter ersättare. Hon utsågs till ny ordinarie riksdagsledamot från och med 12 oktober 2022 sedan Christian Sonesson avsagt sig uppdraget.
I riksdagen är hon suppleant i kulturutskottet och utbildningsutskottet. Hon har även varit extra suppleant i justitieutskottet.